# Hohes Veilchen
Das Hohe Veilchen (Viola elatior) ist eine Pflanzenart aus der Gattung Veilchen (Viola) innerhalb der Familie der Veilchengewächse (Violaceae). Das Hauptverbreitungsgebiet ist Südosteuropa sowie Osteuropa; in Mitteleuropa sind die Vorkommen auf die großen Stromtäler begrenzt.

## Beschreibung

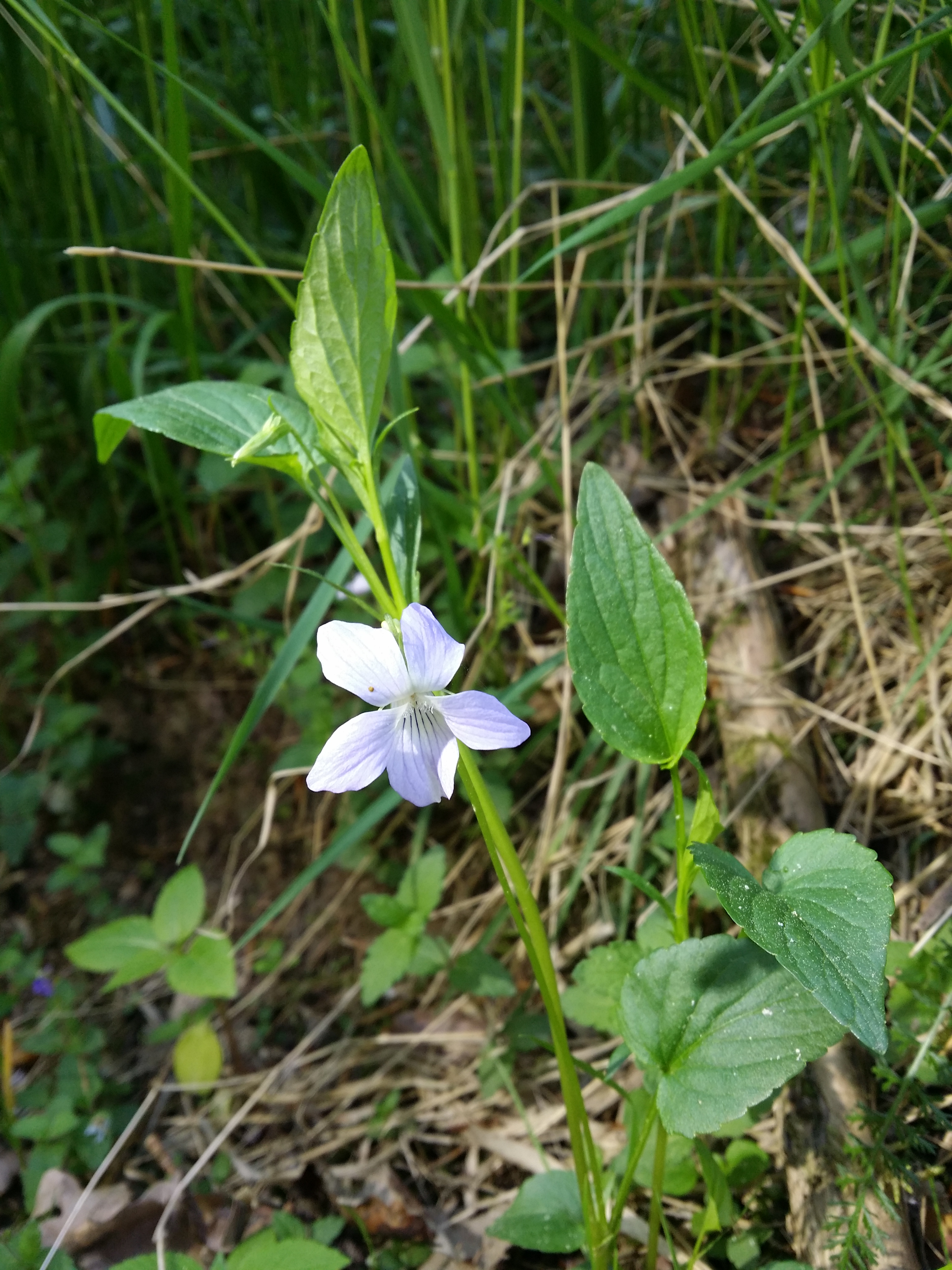
Habitus, Laubblätter und Blüte

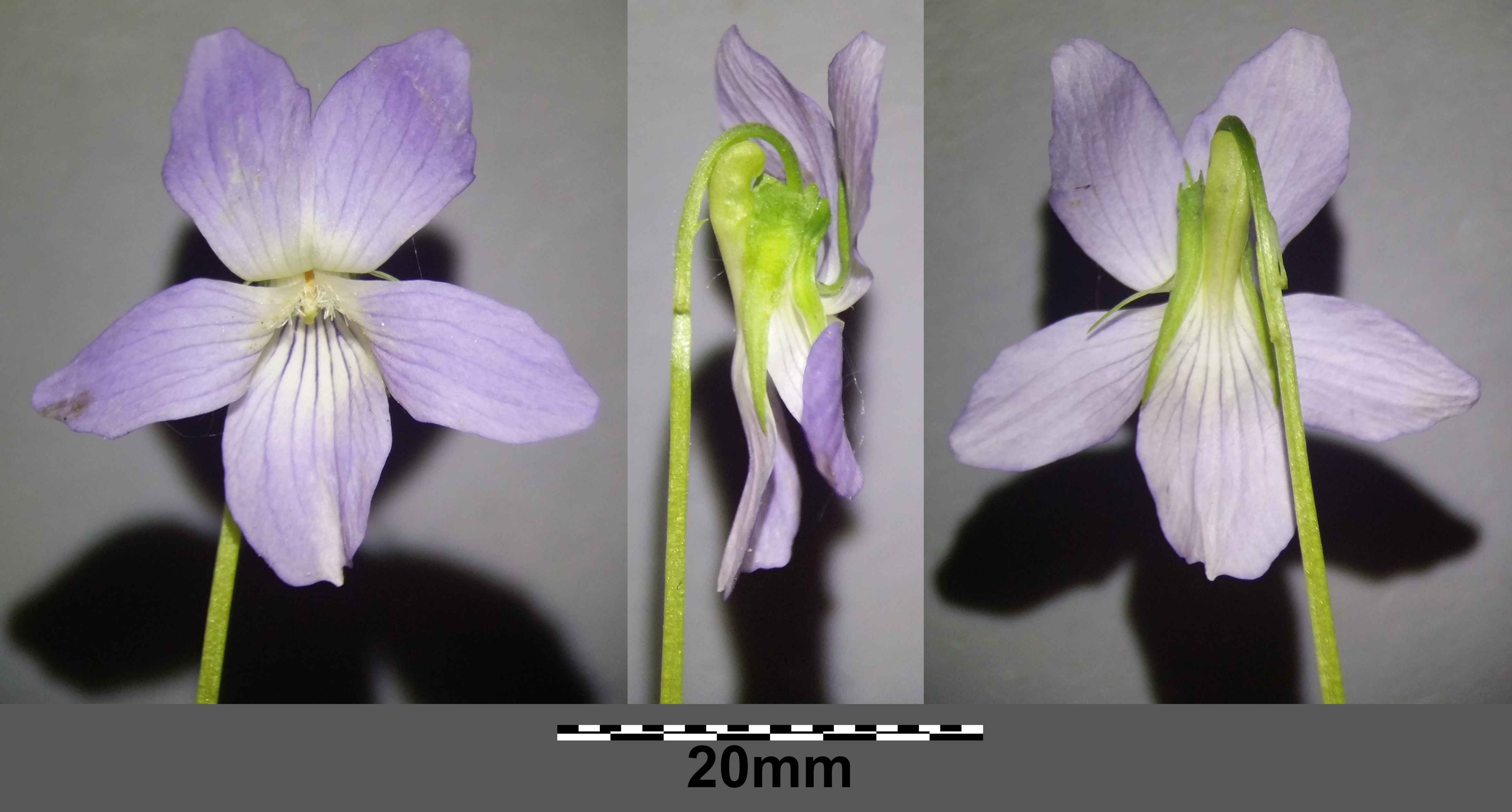
Blüte: Vorder-, Seiten- und Rückansicht

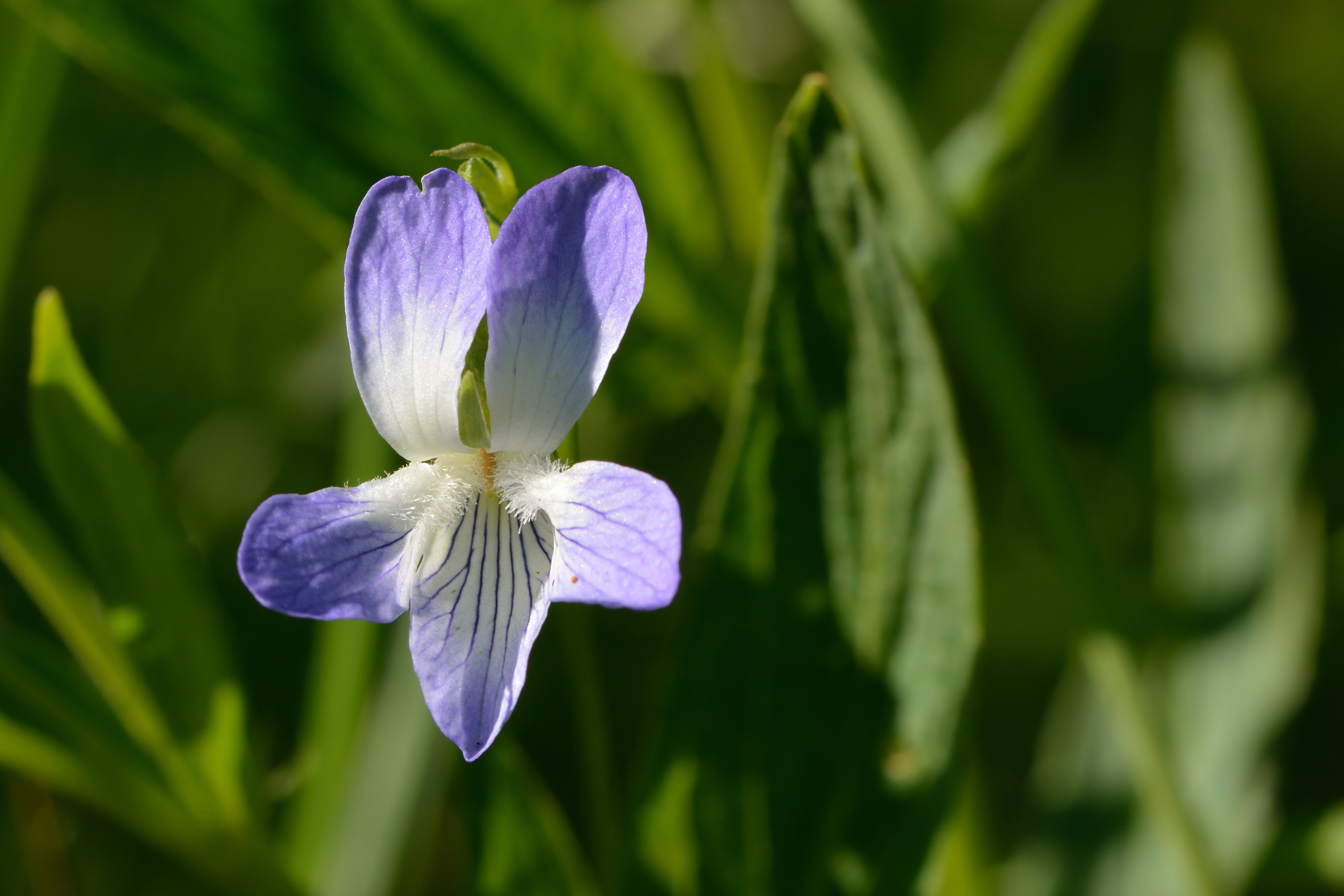
Blüte

### Vegetative Merkmale
Das Hohe Veilchen wächst als sommergrüne, ausdauernde krautige Pflanze und erreicht Wuchshöhen von 20 bis 50 Zentimetern. Der aufrechte, kräftige Stängel ist besonders an den Kanten dicht kurz behaart.
Es sind keine grundständigen Laubblätter vorhanden. Die Stängelblätter sind in Blattstiel und Blattspreite gegliedert. Der Blattstiel ist kaum erkennbar geflügelt. Die Blattspreite ist bei einer Länge von 3 bis 7 Zentimetern sowie einer Breite von 1 bis 2 Zentimetern lanzettlich, die Spreitenbasis gestutzt bis schwach herzförmig. Die Nebenblätter der mittleren Stängelblätter sind ganzrandig oder an ihrer Basis grob gezähnt und gleich lang wie der Blattstiel. Die oberen Nebenblätter sind länger als der Blattstiel.

### Generative Merkmale
Die zwittrigen Blüten sind zygomorph und fünfzählig mit doppelter Blütenhülle. Die fünf Kelchblätter sind spitz. Die hellblaue, gestreifte, am Grunde weiße Blütenkrone ist 2 bis 2,5 Zentimeter lang. Der grünlich-gelbe Sporn ist 3 bis 4 Millimeter lang und überragt die Kelchanhängsel nur wenig. Der Griffelschnabel ist nach vorwärts gerichtet und am Knie papillös behaart.
Die Kapselfrucht ist zugespitzt, kahl und mit hervortretenden Rändern.
Die Chromosomenzahl beträgt 2n = 40.

## Ökologie
Dieser Hemikryptophyt ist eine mesomorphe Halblichtpflanze.
Die Blütezeit liegt am Ende des Vollfrühlings. Es erfolgt Insektenbestäubung, Selbstbestäubung in der Knospe oder geöffneten Blüte. Bei den Diasporen erfolgt Selbstausbreitung oder sie werden durch Ameisen ausgebreitet.

## Vorkommen
Das Verbreitungsgebiet des Hohe Veilchens liegt in Europa vorwiegend in den Steppen- und Waldsteppen Südosteuropas und Osteuropas. Es gibt Fundortangaben für Deutschland, Österreich, die Schweiz, Italien, Frankreich, Polen, Ungarn, in der früheren Tschechoslowakei, im früheren Jugoslawien, in Bulgarien, in Rumänien, Russland, den Kaukasusraum, Iran, Zentralasien und Xinjiang. In Mitteleuropa gedeiht es als Stromtalpflanze nahezu auf das ganze Oberrheingebiet, das Donaudelta (mit Seitentälern), das Elbegebiet, die Oder- und Weichselniederungen beschränkt. Westlichste Vorposten im Burgunder Rhonetal. Nordgrenze bei 50° n. Br. im Baltikum. Teilareale existieren in Zentralasien im westlichen Vorfeld einiger Gebirge (beispielsweise Altai).
In Mitteleuropa ist das Hohe Veilchen auf Feuchtbiotope spezialisiert und benötigt demnach einen feuchten, ja nassen, kalkhaltigen Lehm- oder Tonboden. Es besiedelt lichte Auenwälder und Sumpfwiesen. An Mittel- und Oberrhein, am oberen Main, an der Donau zwischen Iller und Isar, im Elbe-Saale-Gebiet bis Magdeburg tritt es selten auf; vereinzelt findet man es am Bodensee, in Franken, am Odenwald, im Alpenvorland und im Vorland des Schweizer Juras sowie um den Genfer See. In Österreich gibt es Vorkommen in den March- und Donauauen sowie in den Feuchtgebieten des Wiener Beckens. Es ist in Mitteleuropa eine Charakterart des Verbands Cnidion und kommt oft zusammen mit dem Rohr-Pfeifengras (Molinia arundinacea) vor.
Die ökologischen Zeigerwerte nach Landolt et al. 2010 sind in der Schweiz: Feuchtezahl F = 4w+ (sehr feucht aber stark wechselnd), Lichtzahl L = 4 (hell), Reaktionszahl R = 3 (schwach sauer bis neutral), Temperaturzahl T = 4 (kollin), Nährstoffzahl N = 3 (mäßig nährstoffarm bis mäßig nährstoffreich), Kontinentalitätszahl K = 3 (subozeanisch bis subkontinental).